# Finke River
Der Finke River, in Aboriginessprache Larapinta genannt, ist ein Fluss im Süden des australischen Territoriums Northern Territory und im Norden von South Australia.
Er ist einer der längsten Flüsse Zentralaustraliens. Es handelt sich um ein intermittierendes Gewässer: Er fällt außerhalb der Regenzeit trocken und besteht in der Regel lediglich aus einer Reihe von Wasserlöchern. Als Upside-Down-River fließt jedoch oft auch Wasser unterhalb seines trockenen Flussbetts. Während der seltenen Unwetter kann er aber zu einem reißenden Strom werden.

## Geografie

### Verlauf
Der Finke River entsteht am Südrand der MacDonnell Ranges im Northern Territory westlich von Alice Springs aus dem Zusammenfluss von Davenport Creek und Ormiston Creek wenig nördlich von Glen Helen Resort. Dieses Gebiet gehört zum West-MacDonnell-Nationalpark. Bei Glen Helen Resort durchbricht er zum ersten Mal in einer Schlucht eine Gebirgskette. Danach mäandert der Fluss über rund 600 Kilometer in Richtung Südost. Südlich von Hermannsburg innerhalb des Finke-Gorge-Nationalparks passiert er in einer weiteren Schlucht – die Finke Gorge zwischen der Krichauff Range und der James Range. Dort befindet sich das Boggy Hole, eine ganzjährige Wasserstelle. Rund 110 Kilometer südlich von Alice Springs überquert der Stuart Highway den Fluss.
Im weiteren Verlauf passiert der Finke River ein trockeneres Gebiet, bis er an den westlichen Rand der Simpsonwüste im nördlichen Teil von South Australia gelangt. Im Witjira-Nationalpark verliert sich in der Regel sein Lauf. In seltenen Fällen fließt das Wasser vom Finke River bis in den Macumba River, der ebenfalls zum Finke River Bassin gezählt wird und in den Lake Eyre mündet. In diesem Zustand misst der Flusslauf rund 750 Kilometer.

### Nebenflüsse mit Mündungshöhen
- Ormiston Creek – 652 m
- Davenport Creek – 652 m
- Rudalls Creek – 599 m
- Bagot Creek – 578 m
- Palm Creek – 553 m
- Little Palm Creek – 540 m
- Ellery Creek – 523 m
- Merrick Gully – 497 m
- Circle Gully – 496 m
- Phillip Creek – 495 m
- Norman Gully – 486 m
- McMinn Creek – 457 m
- Illawilla Creek – 441 m
- Maloney Creek – 415 m
- Five Mile Creek – 402 m
- Fifteen Mile Creek – 396 m
- Palmer River – 384 m
- Hugh River – 316 m
- Fifteen Mile Creek – 300 m
- Lilla Creek – 280 m
- Goyder Creek – 233 m
- Hale River – 189 m
Der Hale River versickert meistens 75 km nördlich der Mündung in der Simpsonwüste. Nur in sehr nassen Jahren läuft er in den Finke River über.
- Coglin Creek – 184 m

(Quelle:)

### Durchflossene Seen
Der Finke River durchfließt Wasserlöcher, die meist auch dann mit Wasser gefüllt sind, wenn der Fluss selbst trocken liegt. Zu den wichtigsten zählen:
- Glen Helen Gorge Water Hole, permanentes Wasserloch[4] – ca. 630 m[1]
- Boggy Hole, permanentes Wasserloch
- Thamandilla Waterhole – 145 m[1]

## Geschichte

### Menschliche Geschichte
Seinen Namen hat der Finke River von John McDouall Stuart im Jahr 1860 erhalten. Er ehrte damit den deutschstämmigen William (eig. Johann Wilhelm) Finke, einen Mann aus Adelaide, der Stuarts Expedition unterstützte. 1872 wurde der Fluss von dem Entdeckungsreisenden Ernest Giles erforscht.
Die Aborigines in Teilen des Northern Territory nennen den Fluss Larapinta. Das trockene Flussbett diente ihnen über Jahrtausende als Handelsweg durchs Outback.

### Geologische Entstehung
Der Finke River wurde lange als ältester Fluss der Erde bezeichnet. So mäandert er beispielsweise in der James Range tief eingeschnitten durch das Gebirge. Da Mäander nur in flachen Ebenen entstehen können, muss das Flussbett geformt worden sein, bevor der Gebirgszug sich erhob.  Die Gebirgsbildung in dieser Gegend – als Alice Springs Orogenese bezeichnet – wird auf die Zeit zwischen 400 und 300 Millionen Jahren (im Devon und Karbon) datiert. Somit mussten Teile des Flusslaufes schon in dieser Zeit existiert haben.
Südliche Teile müssen hingegen einiges jünger sein, da die Region im heutigen Grenzgebiet zwischen Northern Territory und Southern Australia im Mesozoikum vom Meer überspült waren, was zur Entstehung des Großen Artesischen Beckens führte. Das Alter des Finke River ist also nicht einzigartig. Auch andere große Flusssysteme in Zentralaustralien, die Gebirgen entspringen, wie der Todd River und der Hale River, sind im gleichen Zeitraum entstanden. Zudem gibt es in Australien und auf anderen Kontinenten weitere erodierte Gebirge, die gleich alt oder älter sind als die MacDonnell Ranges. Heutige Flüsse in diesen Gebieten könnten sich aus gleich alten oder älteren Flüssen als der Finke River entwickelt haben.

## Flora und Fauna
Trotz seines Verlaufs durch trockenes Gebiet und Wüste bietet der Fluss vielen Tieren und Pflanzen eine Heimat. Am Boggy Hole finden sich sogar Pelikane ein. Der Finke Hardyhead (Craterocephalus centralis) ist eine endemische Fischart aus der Familie der Ährenfische ebenso wie die Wüstengrundel Chlamydogobius japalpa.
Weltweit einzigartig ist die Marienpalme (Livistona mariae) im Finke-Gorge-Nationalpark.